# 蟹挟

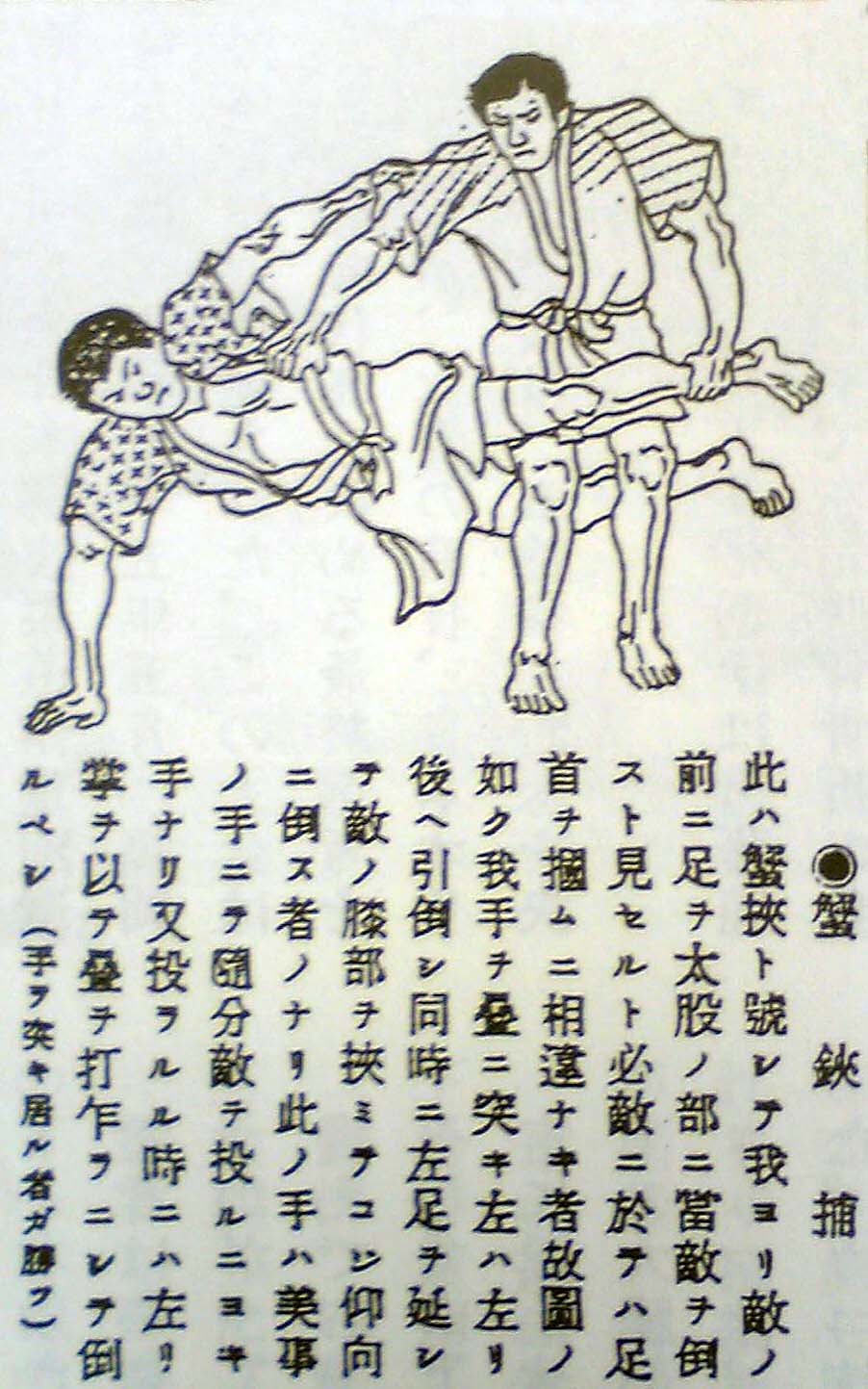
天神真楊流の蟹鋏捕

蟹挟（かにばさみ）は、柔道の横捨身技の一つ。柔道の多くの大会では禁止技となっている。サンボ、総合格闘技、プロレスリング等でも使用され、脚関節技を仕掛けるためにこの技を用いることがある。また、天神真楊流の乱捕技の一つでもある。講道館や国際柔道連盟 (IJF) での正式名。IJF略号KBA/P25。別名挟返（はさみがえし）。英名シザースロー (scissor throw) 、シーザーテイクダウン (scissor takedown) 。

## 概要
立っている相手の後襟、上衣の背中、右袖などを左手でつかみ、相手の右から自ら足から飛びつき、左脚を相手の腹付近、右脚を相手の両膝裏付近に両脚で挟み込み、右手を床について相手を後方に倒す。右手を床につかず相手の右脚を掴み、背が床についたら左脚で相手の腹付近を持ち上げ相手の右後隅に倒す方法もある。他の技のような熟練を必要としないため簡単に覚えることが出来る。

### 柔道
古くは愛知の田代文衛が蟹鋏の名手として名を馳せ、近年では金野潤が得意としていた。1991年全日本柔道選手権大会準々決勝戦では蟹挟で正木嘉美を骨折させている。準決勝戦では吉田秀彦を蟹挟で破っている。1994年全日本柔道選手権大会決勝戦では金野潤と吉田秀彦の蟹挟合戦が話題となった。
連携としては大車→蟹挟がよく使われる。相手が払腰で避けても、同様に決めることが出来るため、効果的な連続技である。

### その他の格闘技
サンボや総合格闘技ではテイクダウンすることよりも、その後で足関節技を狙うために使用される。サンボでは2015年以降2021年までに脛や膝にかかる蟹挟が禁止となる。柔術天神真楊流では、吉田千春が得意とした。
プロレスリングでは、相手を後方のみならず、前方に倒す事も多い。また、走ってくる相手に対するカウンターとしても使用される。また、テイクダウンや脚攻撃以外にも、コーナーのターンバックルに顔面をぶつけたり、場外で鉄柵にぶつけたり、タッグマッチではタッグパートナーが倒れる相手に打撃等を加えたりなど、応用が多い繋ぎ技となっている。
ブラジリアン柔術では国際ブラジリアン柔術連盟、国際柔術連盟ともに禁止技である。ギャヴァーレは蟹挟あつかいされていないので使用できる。柔道でもギャヴァーレは蟹挟あつかいされていないが、相手の脚を掴むのでIJFルールでは使用できなくなった。

## 変化

### 片足蟹挟
片足蟹挟（かたあしかにばさみ）は立っている相手の後襟、上衣の背中、右袖などを左手でつかみ、相手の右から自ら足から飛びつき、左脚を相手の前から股間に入れての蟹挟。
試合での実例
- 2019年世界柔道選手権大会東京 男子100 kg級2回戦

○ウルフ・アロン(日本)　（3:28 蟹挟による反則勝ち）　ゼリム・コツォイエフ（アゼルバイジャン）×　IJFサイト映像

## 歴史
柔術天神真楊流に蟹鋏捕という技が存在する。『柔道極意教範』には「この形は最も他派に掛かりやすき手にて、常にこの形を十分に稽古を勉強すべき者なり」と書かれており他流試合では非常に有効であったとされる。また、戸塚派揚心流、神道六合流、檀山流では蟹捨という。
講道館柔道では昔から有る技だが、正式に講道館の技と認められたのは1982年と比較的最近のことである。

## 柔道で禁止技となった経緯
蟹挟での負傷例は非常に多く、禁止技にするかをたびたび議論されていた。
この技は、後方に倒された時よりも、仕掛けられて倒れるのを嫌いこらえる時の方が、膝関節や靭帯を損傷する可能性が高いためである。
1980年の全日本選抜柔道体重別選手権大会で、遠藤純男が蟹挟を仕掛けた時に、山下泰裕が左脚腓骨を骨折し大きな反響を呼んだ。負傷棄権で引き分けとなったので山下の連続不敗記録は止まらなかった。これを機に反則でない技で負傷棄権した場合、負傷者の負けとなることとなった。山下の骨折から二か月後に全日本柔道連盟の委員会が開かれ、蟹挟の是非について検討され禁止賛成派と反対派に別れた。
禁止賛成派の意見
- 現在のビニール畳は足が滑らず危険である
- 柔道が危険なスポーツと思われるのは好ましくない
- 負傷は事実上の「負け」であり、相手を負傷に追い込んで勝つという手段に用いられる

禁止反対派の意見
- 合理的に掛ければ負傷することはまずない
- 掛けられた方の対応が未熟である
- 柔道の伝統が失われる

といった具合で結論が出ず、暫定的に講道館ルールでは「少年男子」の部は禁止とし、「成年男子」は従来通り認めるということになった。罰則は「反則負け」となった。1985年には女子で禁止となった。罰則は「警告」となった。当時、日本では講道館ルールの大会も多く、国際柔道連盟 (IJF) ルールでは女子も禁止ではなかったので日本人女子柔道家が国際試合で蟹挟で負けることが度々起きた。1989年、成年男子では禁止するかどうかは各大会主催者に任せることになった。罰則は「警告」となった。その後1994年までにIJFルールで男女において蟹挟は「警告」の禁止技となった。1998年にIJFルールでの重大な違反の一つ「特に頸や脊椎・脊髄など、相手を傷つけたり危害を及ぼしたり、あるいは柔道精神に反するような動作をする。」の附則で禁止技となり罰則は「反則負け」となった。2018年から『国際柔道連盟試合審判規定』に蟹挟の禁止が明記される。上村春樹は、蟹挟と体を捨てる腕挫腋固が禁止技となったせいで、片手だけで組んで技をかける変則変形柔道が増えている、との意見を持っている。
七大学柔道では「昭和57年（1982年）7月17日より施行」と記載された審判規定ですでに禁止技となっている。罰則は「反則負け」。

## 言葉
正式な名称ではないが、両足で挟む行為や技を「カニバサミ」と称するケースはあり、例としてはサッカーでボールを両足で挟んで飛び相手をかわす技がこう呼ばれ、日本で開催された2002年W杯でメキシコのブランコ選手が何度か披露して話題になった。
また吉本興業の芸人池乃めだかの持ちネタで、舞台上に倒れ心配して近づいた他の芸人を両脚で挟んで逃げられないようにするギャグが『カニバサミ』と命名されている。